# Park Ji-hoon
Park Ji-hoon (Hangul: 박지훈, Hanja: 朴志训, Hán-Việt: Phác Chí Huấn, sinh ngày 29 tháng 5 năm 1999) là một nam ca sĩ, diễn viên người Hàn Quốc trực thuộc Maroo Entertainment, cựu thành viên của nhóm nhạc nam dự án Wanna One .  Jihoon bắt đầu sự nghiệp solo của mình vào ngày 26 tháng 3 năm 2019 với mini-album O'CLOCK và bài hát chủ đề L.O.V.E . Cuối năm 2019, Jihoon tiếp tục sự nghiệp diễn xuất của mình qua bộ phim Flower Crew: Joseon Marriage Agency phát sóng trên đài JTBC . Kể từ đó, Jihoon còn đảm nhận vai chính qua một số bộ phim Cách mạng tình yêu (2020), Chờ mùa xuân xanh (2021), Người hùng yếu đuối (phần 1) (2022), Love song for illusion (2024), Người hùng yếu đuối (2025),...

## Tiểu sử
Park Jihoon xuất hiện lần đầu tiên với tư cách là một diễn viên vào năm 2007 khi tham gia diễn xuất trên sân khấu nhạc kịch "Peter Pan". Khi còn là một diễn viên nhí, anh đã đảm nhận nhiều vai diễn trong các tác phẩm sân khấu, điện ảnh và phim truyền hình. Năm 2017, anh ấy tham gia chương trình thực tế sống còn nổi tiếng “Produce 101 season 2”, Jihoon đứng thứ 2 và debut trong nhóm nhạc nam dự án Wanna One. Sau khi nhóm tan rã vào năm 2018, Jihoon tiếp tục sự nghiệp âm nhạc của mình với tư cách là một nghệ sĩ solo, phát hành album đầu tiên vào tháng 3 năm 2019. Song song với sự nghiệp âm nhạc, anh ấy tiếp tục theo đuổi diễn xuất, xuất hiện trong bộ phim truyền hình năm 2019 “Flower Crew: Joseon Marriage Agency”.
Trước khi vào Maroo Entertainment, Jihoon từng là thực tập sinh của SM Entertainment và Fantagio Music. Jihoon đã hoạt động dưới tư cách diễn viên nhí từ năm 2007 và từng tham gia nhiều show truyền hình nổi tiếng với BIG BANG, SS501,...
Hồi cấp 2, Jihoon theo học tại Trường Trung học cơ sở Nghệ thuật Truyền thống Quốc gia. Trường có quy định cấm học sinh tham gia các hoạt động giải trí, đó là lý do vì sao Jihoon ngưng đóng phim sau khi lên cấp 2 dù vốn đang là diễn viên nhí. Tuy vậy, đây là trường THCS duy nhất ở Hàn Quốc có khoa "Diễn xuất" lúc bấy giờ, xếp hạng các hạng mục bao gồm giáo viên, học sinh tốt nghiệp, tài chính, chất lượng đào tạo, danh tiếng đều xếp hàng đầu so với các trường khác. Dù có phải ngưng việc đóng phim lại, có lẽ Jihoon đã hạ quyết tâm rất lớn để thi vào. Jihoon ước mơ trở thành diễn viên, từ nhỏ đến lớn đều là từng bước vững chắc, lựa chọn kiến thức làm nền tảng, nỗ lực không phải ngày một ngày hai, từ nhỏ đã lựa chọn con đường của riêng mình.
Jihoon theo học tại trường Trung học Biểu diễn Nghệ thuật Seoul. Vào ngày 8 tháng 2 năm 2018, Jihoon đã dự lễ tốt nghiệp tại trường cùng với cựu thành viên I.O.I như Doyeon, Mina và nhiều idol nổi tiếng khác.
Sau khi tốt nghiệp, Jihoon được nhận vào khoa Điện ảnh và Sân khấu của trường Đại học Chung-Ang thông qua hình thức nộp đơn xét tuyển đặc biệt giữa những người đã có kinh nghiệm, chỉ có ba người được chọn (khóa 2018)  và Jihoon cũng được bổ nhiệm làm đại sứ danh dự nhân dịp kỷ niệm 100 năm thành lập trường.

## Học vấn
| Năm         | Trường học                                              | Khoa                        | Chú thích     |
| 2006 — 2011 | Trường Tiểu học Donggyo Seoul                           | ―                           | Đã tốt nghiệp |
| 2012 – 2014 | Trường Trung học cơ sở Nghệ thuật Truyền thống Quốc gia | Nhạc kịch                   | Đã tốt nghiệp |
| 2015 – 2017 | Trường Trung học Biểu diễn Nghệ thuật Seoul             | Phát thanh                  | Đã tốt nghiệp |
| 2018 – nay  | Đại học Chung-Ang                                       | Sân khấu điện ảnh - Khóa 18 | Sinh viên     |

## Sự nghiệp

### 2007- 2017: Bước chân vào lĩnh vực nghệ thuật
Park Jihoon ra mắt với tư cách là một diễn viên nhí, anh tham gia vào những vở nhạc kịch như Peter Pan (2007–2009), The Harmonium in My Memory (2010),Giấc mộng đêm hè và Radio Star (2010–2011), những bộ phim truyền hình như Truyền thuyết Ju-mông ,Hãy cười lên nào của MBC, Đức vua và tôi, Huyền thoại Iljimae của SBS, chương trình giáo dục tâm lí đài SBS Nghìn lẻ một đêm (2007) ,Sự lựa chọn của Solomon (2008),Show Star Golden Bell (2008) và show dành cho trẻ em The Unlimited Show (2011) .
Jihoon còn xuất hiện trong chương trình thực tế của SS501 "SS501 SOS "(2006) dù khuôn mặt của anh đã bị làm mờ, tham gia show Idol World đấu nước mắt với Big Bang (2007). Anh tham gia Ulala Session Daegu Concert (2012) với vai trò là diễn viên nhí và backup dancer .Jihoon cũng đã từng làm người mẫu ảnh cho sách giáo khoa môn khoa học, tiếng Anh cấp 2 .
Sau này, Jihoon ít hoạt động nghệ thuật hơn và bắt đầu thực tập để trở thành idol. Sau khi thực tập ở SM Entertainment và Fantagio, Jihoon trở thành thực tập sinh của công ty quản lý hiện link tại  Maroo Entertainment, thời gian thực tập là 1 năm 9 tháng.

### 2017- 2018: Produce 101 mùa 2 và Wanna One

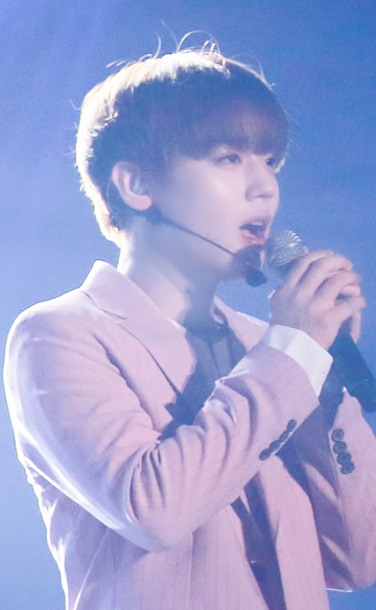
Jihoon tại Wanna One Premiere Show vào ngày 7/8/2017

Năm 2017, Jihoon đại diện cho Maroo Entertainment tham gia vào chương trình sống còn Produce 101 (mùa 2). Anh nhận được sự chú ý vô cùng lớn từ người xem nhờ cú nháy mắt trở nên nổi tiếng trên sân khấu "Nayana (Pick Me)" từ trước khi chương trình lên sóng. Từ đó, Jihoon có biệt danh "Wink Boy" (Hangul:윙크남).Jihoon còn sáng tạo ra nhiều câu nói nổi tiếng như: “Kkukkukkakka”, “Danaekko” và đặc biệt nhất phải kể đến câu nói aegyo "Lưu giữ trong tim của tôi" (tiếng Hàn: 내 마음속에 저장; Romaja: Nae ma-eumsoge jeojang) đã trở thành một hiện tượng trên mạng xã hội và các thể loại phát sóng khác, ngay cả các công ty như Banila Co, Coca-Cola, Banana Milk, Melon và KT Corporation cũng dùng câu này với mục đích quảng cáo thương mại, thậm chí là các thần tượng Hàn Quốc, ngôi sao Hollywood và cấp dưới của Tổng thống Moon Jae In cũng dùng câu nói nổi tiếng này để quảng bá hình ảnh .Sở Sáng tạo Nội dung Hàn Quốc (KOCCA) đã chọn "Jeojang"  là câu nói nổi tiếng nhất nửa đầu năm 2017. Jihoon cũng bắt đầu nhận được nhiều lời mời trở thành người mẫu quảng cáo từ các công ty khác ngay cả khi Produce 101 vẫn còn đang được phát sóng nguyên do vì những gì anh mặc hay dùng đều bán hết rất là nhanh. Sau đó có thông báo đưa ra rằng Jihoon đã kí hợp đồng độc quyền với Maroo trước khi tham gia Produce 101. Trong suốt quá trình tham gia Produce 101 mùa 2, Jihoon chưa bao giờ rời khỏi top 3.
Trong đêm chung kết của Produce 101 mùa 2, Jihoon đứng thứ 2 chung cuộc và trở thành thành viên của nhóm nhạc nam dự án Wanna One được quản lý bởi YMC Entertainment, Stone Music Entertainment và sau này Swing Entertainment, nhóm sẽ hoạt động cùng nhau trong vòng 1 năm 6 tháng.
Ngày 7 tháng 8 năm 2017, Jihoon chính thức ra mắt cùng Wanna One với "Wanna One Premiere Show-con"  tại Gocheok Sky Dome cùng mini-album đầu tay mang tên 1X1=1 (TO BE ONE). Jihoon cũng thuộc unit No. 1 (남바완) trong album 1÷x=1 (UNDIVIDED) của Wanna One cùng Bae JinYoung, Lai GuanLin với bài hát  "Eleven" do tiền bối Dynamic Duo sáng tác.
Jihoon đã hoàn thành 1 năm 6 tháng hoạt động quảng bá cùng Wanna One sau khi hợp đồng kết thúc vào ngày 31 tháng 12 năm 2018. Dù vậy, Jihoon cùng các thành viên còn lại sẽ tham gia vào buổi concert cuối cùng mang tên Therefore' được diễn ra trong vòng 4 ngày từ ngày 24 – 27 tháng 1 năm 2019 như là hoạt động cuối cùng để chia tay người hâm mộ. Concert được tổ chức tại Gocheok Sky Dome ở Seoul, nơi nhóm tổ chức buổi Show-Con đầu tiên. Trong chuỗi “Final Concert: Therefore”, Jihoon đã có một phần trình diễn đặc biệt với bản phối lại hai ca khúc “Ghost” và “Superstar” của Usher, anh đã cho mọi người thấy kỹ năng nhảy điêu luyện của mình, trong khi chuyển bài hát, Jihoon đã bất ngờ cởi áo khoác và xuất hiện với trang phục áo sơ mi trắng và có một màn trình diễn hoàn hảo với các vũ công. Đặc biệt, vào đêm 26 khi gần kết thúc màn trình diễn thì Jihoon đã cởi nút áo và để lộ cơ bụng rắn chắc khiến người hâm mộ phát cuồng. Tên của Jihoon cũng đã được trend ở những thứ hạng cao tại nhiều quốc gia: #8 toàn thế giới, #1 ở Malaysia, #4 ở Hàn Quốc, #8 ở Philippines, #3 ở Indonesia, #2 ở Thái Lan. Thậm chí là #12 tại Mỹ và #26 trên Weibo ở Trung Quốc. Jihoon cùng với việc thể hiện sự trưởng thành của mình, từ một cậu bé đã giữ được lời hứa rằng sẽ tiết lộ cơ bụng của mình tại thời điểm tham gia chương trình “Produce 101” mùa 2 của Mnet nếu cậu ấy được debut.

#### Thứ hạng trongProduce 101 Mùa 2
| Tập      | 1 | 2 | 3 | 5                   | 6 | 8                   | 10                | 11 (Tập cuối)       |
| Thứ hạng | 1 | 1 | 1 | 1 (1.044.197 phiếu) | 3 | 3 (2.181.840 phiếu) | 2 (630.198 phiếu) | 2 (1.136.014 phiếu) |

### 2019: Ra mắt solo với vai trò ca sĩ và diễn viên
Ngày 18 tháng 1 năm 2019, Jihoon thông báo trên Twitter tên fandom chính thức của mình là "MAY"  (tiếng Hàn Quốc: 메이) thông qua một video, Max - chú chó của Jihoon đã giúp Jihoon chọn cái tên này. Cái tên "MAY" mang ý nghĩa:
- Các fan sẽ luôn đồng hành cùng Jihoon trên mọi chặng đường dù có ở đâu, dù có như thế nào.
- MAY là tháng sinh của Jihoon (tháng 5).
- MAY trong tiếng Việt có nghĩa là may mắn.
- Me And You - MAY.
- Mad About You - MAY.

Ngày 9 tháng 2 năm 2019, Jihoon bắt đầu 1st Asia Fan Meeting Tour 'FIRST EDITION của mình, địa điểm đầu tiên là Seoul với sự tham gia của 3 khách mời đặc biệt là các thành viên của Wanna One gồm Jisung, Jaehwan và Jinyoung. Sau đó, các điểm dừng chân tiếp theo là Đài Bắc, Bangkok, Manila, Hongkong, Ma Cao, Osaka và cuối cùng là Tokyo.
Ngày 23 tháng 2 năm 2019, Jihoon lên đường bay qua Praha, Cộng hòa Séc để ghi hình cho MV debut của mình.
Ngày 26 tháng 3 năm 2019, Jihoon chính thức ra mắt solo với 1st mini-album O'CLOCK và bài hát chủ đề L.O.V.E. Bài hát đã giúp Jihoon tiến vào top 100 của 7 trang nhạc số lớn ở Hàn Quốc và đạt no.1 trên BXH thời gian thực của Naver. Album O'CLOCK sau 4 tiếng đồng hồ phát hành đã no.1 iTunes của 11 quốc gia gồm: Hồng Kông, Ma Cao, Thái Lan, Đài Loan, Indonesia, Malaysia, Philippines, Singapore, Việt Nam và Lào. Sau ngày đầu tiên mở bán, O'CLOCK ghi nhận doanh số bán ra là 82,514 bản chỉ với 1 version, đưa Jihoon trở thành nghệ sĩ có lượng sale album ngày đầu cao nhất năm 2019 trên Hanteo bảng nhóm nhạc và cả solo (tính từ ngày 1/1/2019 đến 31/3/2019), phá vỡ kỉ lục trước đó của Seventeen (You Made My Dawn: 55,443 bản), đồng thời giúp Jihoon trở thành nghệ sĩ solo có lượng sale album ngày đầu cao nhất mọi thời đại, phá vỡ kỉ lục tồn tại 2 năm qua do Hwang Chiyeul nắm giữ (Be Ordinary: 52,025). O'CLOCK còn lọt top #7 album bán chạy nhất tuần đầu tiên đối với nghệ sĩ solo chỉ với doanh số bán ra ngày đầu tiên. Sau tuần đầu tiên mở bán, O'CLOCK ghi nhận bán được 95,861 bản. Trong album debut của Jihoon, bài hát Would you được tiền bối BoA sáng tác. Nghệ sĩ BoA đã lấy nghệ danh ‘LOVEE’, đây là bài hát đầu tiên mà BoA tham gia sáng tác (viết nhạc & lời) cho ca sĩ khác.
Ngày 5 tháng 4 năm 2019, Jihoon xuất sắc có được 1st win đầu tiên trong sự nghiệp solo của mình với "L.O.V.E" trên đài trung ương Music Bank chỉ sau 10 ngày ra mắt dù không quảng bá do bận lịch trình.
Ngày 26 tháng 5 năm 2019, Jihoon tổ chức một bữa tiệc sinh nhật cùng với các MAY, giá vé hoàn toàn miễn phí tại Hội trường Hwajeong của Đại học Hàn Quốc.
Ngày 16 tháng 9 năm 2019, Jihoon chính thức debut với vai trò diễn viên thông qua bộ phim Flower Crew: Joseon Marriage Agency  (Hangul: 꽃파당: 조선혼담공작소) phát sóng trên đài JTBC với sự tham gia của Kim Min Jae (vai Ma Hoon), Gong Seung Yeon (vai Gae Ttong - mối tình đầu của vua), Seo Ji Hoon (vai Lee Soo - nhà vua), Byeon Woo-seok (vai Do Joon) và một số diễn viên khác.Trong phim, Jihoon đảm nhận vai Go Youngsoo, là fashionista, người nổi tiếng được săn đón nhất của Hanyang, biến đường phố trở thành sàn diễn thời trang. Cậu ấy luôn mặc những bộ đồ nhiều sắc màu, yêu thích các phụ kiện, quần áo, đồ trang điểm và là nam nhân mang nhiều bí mật thầm kín không thể nói ra.
Ngay tập đầu phát sóng, bộ phim Flower Crew: Joseon Marriage Agency nhận được phản hồi vô cùng tốt, liên tục trending #1 trên Naver & Daum ở tất cả mọi lứa tuổi và có rating tập đầu cao thứ 3 trong lịch sử phim truyền hình JTBC là 4.278%.Phim có rating tập đầu cao nhất là "Chief of staff" 4.375% và thứ hai là “Life” với 4.334%. Trong thời gian phát sóng phim, Jihoon đứng đầu liên tiếp 8 tuần liền trên "Hot Topic dành cho diễn viên truyền hình" .
Ngày 27 tháng 9 năm 2019, Maroo công bố màu sắc chính thức đại diện cho Jihoon là sự kết hợp của 3 màu      Spring Bouquet (Hoa cỏ mùa xuân),      Lemon Tonic (Vàng chanh) và      Peach Pink (Hồng đào). Ý nghĩa các màu: gợi nhớ tới mùa xuân, mùa của MAY và cũng là tháng sinh nhật của Jihoon.
Ngày 21 tháng 10 năm 2019, Maroo tung Lightstick chính thức và được Jihoon đặt tên là Bbopbong (Hagul:뽑봉). Lightstick mang ý nghĩa:
- Biểu tượng hình trái tim tượng trưng cho khẩu hiệu Jeojang (lưu giữ trong tim).
- Lightstick màu trắng vì Jihoon miêu tả bản thân là một sắc màu có thể hòa quyện với các màu khác.
- Những chữ cái trong từ MAY được khắc vào những quả bóng màu bên trong ở bên trong xung quanh để bảo vệ trái tim (Jihoon).[34]

Ngày 4 tháng 12 năm 2019, Jihoon comeback với 2nd mini-album 360 và bài hát chủ đề cùng tên 360 . Sau ngày đầu tiên mở bán, 360 ghi nhận doanh số bán ra là 57,422 bản và 85,700 bản trong tuần đầu tiên trên Hanteo. Showcase comeback <Fragile> của Jihoon diễn ra cùng ngày tại Yonsei University Centennial Hall, Seoul .
Ngày 21 - 22 tháng 12 năm 2019, Jihoon khởi động 1st Asia Fan-con tour [360] của mình, địa điểm đầu tiên là Seoul, sau đó là Hyogon,Tokyo, Ma Cao, Băng Cốc, Đài Bắc và cuối cùng là Jakartar. Các địa điểm được bổ sung là Busan và Seoul  nhưng đã bị hủy do sự bùng phát của virus Corona .

### 2020 - 2021: Full album đầu tay và các vai chính đầu tiên.
Ngày 26 tháng 5 năm 2020, Jihoon comeback với 3rd mini-album The W và bài hát chủ đề Wing . Album đạt #1 top 7 album được bán trên Hanteo thời gian thực (30-5-2020, 23:38 KST) . Sau ngày đầu tiên mở bán, The W ghi nhận doanh số bán ra là 24,886 bản và 77,148 bản trong tuần đầu tiên trên Hanteo. The W lọt top 20 doanh thu tuần đầu tiên của nam nghệ sĩ solo với 77,148 bản, album O'CLOCK cũng chiếm #15 với 95,860 bản và album 360 #18 với 85,700 bản (2008 - 2020) .
Ngày 5 tháng 6 năm 2020, Jihoon xác nhận sẽ vào vai nam chính - Gong Juyeong trong phim chuyển thể từ webtoon nổi tiếng Love Revolution do KakaoM sản xuất . Bộ phim còn có sự tham gia của Lee Ruby (Wang Jarim), The Boyz's Younghoon (Lee Kyungwoo) và WJSN's Dayoung (Oh Ah Ram) . Bộ phim Love Revolution của Jihoon đã vượt qua 30 triệu lượt xem trên KakaoTV với 30 tập được phát sóng và đứng thứ nhất trong Top 10 video hàng tuần. Trong đó có 12 tập cho đến nay đều đạt được mốc 1M . Sự nổi tiếng của anh ấy đang tăng lên và người xem khen ngợi khả năng diễn xuất của anh ấy. Ngày 19 tháng 11 năm 2020, KakaoM phát hành ca khúc Midnight nằm trong OST Part 2 của bộ phim Love Revolution, đây cũng là bài hát OST đầu tiên của Jihoon .
Ngày 24 tháng 10 năm 2020, Jihoon, AB6IX, Ha Sung-woon và Kim Jae-hwan sẽ tham gia KCON:TACT season 2 Day 9. Jihoon đã trình diễn các ca khúc 360, L.O.V.E, Wing trong solo stage , ngoài ra Jihoon và Sung-woon sẽ biểu diễn bài hát Don't forget đã từng ra mắt hồi đầu năm 2019. Cả năm thành viên gồm: Jihoon, Woojin, Sungwoon,Jaehwan và Daehwi sẽ biểu diễn 12th Star và Always của Wanna One sau 2 năm tan rã đồng thời giao lưu với các fan trong phần Meet & Greet đặc biệt .
Ngày 4 tháng 11 năm 2020, Jihoon comeback với 1st full album MESSAGE và bài hát chủ đề GOTCHA . Sau ngày đầu tiên mở bán, MESSAGE ghi nhận doanh số bán ra là 40,655 bản và 60,578 bản trong tuần đầu tiên trên Hanteo.
Ngày 22 tháng 11 năm 2020, Jihoon được xác nhận là nghệ sĩ tiếp theo tham gia vào nền tảng mới dành cho fandom - UNIVERSE .  Jihoon sẽ tham gia online concert "UNI-KON" do Universe tổ chức vào ngày 14 tháng 2 năm 2021 . Ngoài ra, Jihoon cũng sẽ tham gia các nội dung như SSAP Dance (6 tập), Universe Behind The Scenes (6 tập), Mukbang TV, Thử thách (Challenge Max Appa), Universe Music (Digital Single + MV + Ảnh Concept) trên ứng dụng.
Ngày 13 tháng 12 năm 2020, Jihoon tổ chức 1st Online Concert [Message] của mình. Concert được phát sóng trên ứng dụng Olleh TV, Seezn cho người hâm mộ trong nước và ứng dụng Kavecon cho người hâm mộ tại nước ngoài.
Ngày 4 tháng 3 năm 2021, Jihoon sẽ là nghệ sĩ tiếp theo phát hành đĩa đơn dưới nền tảng Universe mang tên Call U Up với sự góp giọng của Lee Hi, ca khúc được sản xuất bởi nhà sản xuất hip-hop nổi tiếng PRIMARY.
Ngày 11 tháng 1 năm 2021, Jihoon xác nhận sẽ đóng vai nam chính Yeojun trong bộ phim chuyển thể từ webtoon cùng tên At a Distance, Spring is Green được phát sóng trên KBS2 vào tháng 6 năm 2021 . Bộ phim xoay quanh Yeojun - sinh viên năm nhất Khoa Quản trị kinh doanh Trường Đại học Myeongil. Nhìn bề ngoài là một cậu sinh viên điển trai, gia thế giàu có, nhưng bên trong lại mang tổn thương sâu sắc. Theo gooddata, "Chờ mùa xuân xanh" No.4  bảng xếp hạng phim được quan tâm nhất, Jihoon No.5 bảng xếp hạng diễn viên gây chú ý nhất tuần thứ 3 của tháng 6, dựa trên độ thảo luận, độ nổi tiếng thông qua các phim drama trong tháng.. Sau khi được phát sóng tại Hàn Quốc, Bộ phim tiếp tục được mua bản quyền và phát sóng tại Nhật Bản vào tháng 11 năm 2021.
Ngày 12 tháng 8 năm 2021, Jihoon comeback với 4th mini album My Collection và bài hát chủ đề Gallery.  Sau ngày đầu mở bán, My Collection ghi nhận doanh số bán ra là 23,140 bản và 51,123 bản trong tuần đầu tiên trên Hanteo.
Ngày 28 tháng 10 năm 2021, Jihoon comeback với 5th mini album Hot & Cold và bài hát chủ đề Serious  .Sau ngày đầu mở bán, Hot & Cold ghi nhận doanh số bán ra là 9,830 bản và 34,879 bản trong tuần đầu tiên trên Hanteo .
Ngày 11 tháng 12 năm 2021, Wanna One dự kiến sẽ gặp gỡ fan trên toàn thế giới thông qua 'MAMA 2021' lần đầu tiên sau khoảng hai năm. Cùng với một sân khấu mạnh mẽ và tràn đầy năng lượng hơn. Hiện tại, cả 10 thành viên (trừ Guanlin hiện đang ở nước ngoài) đều sẽ xuất hiện lại trên sân khấu với tư cách là Wanna One.

### 2022- nay: Sức ảnh hưởng của Week Hero Class 1 và sự khởi đầu mới
Ngày 12 tháng 10 năm 2022, Jihoon comeback với 6th mini album The Answer và bài hát chủ đề NITRO . MV b-side Moon&Back sẽ phát hành vào ngày 30 tháng 9. Sau ngày đầu mở bán, The Answer  ghi nhận doanh số bán ra là 20,856 bản và 37,540 bản trong tuần đầu tiên trên Hanteo.
Ngày 7 tháng 4 năm 2022, Jihoon xác nhận đảm nhận vai nam chính Yeon Sieun trong bộ phim chuyển thể từ webtoon Week Hero Class 1, dự kiến sẽ phát sóng vào nửa cuối năm nay. 'Weak Hero' (약한영웅) là câu chuyện kể về một chàng trai bẩm sinh yếu ớt nhưng đã dùng chính trí tuệ, các công cụ trợ giúp và sức mạnh tinh thần của mình để chiến đấu. Bộ phim thuộc thể loại phim hành động, bạo lực học đường là dự án phim mới của Wavve Content, được chỉ đạo bởi đạo diễn Yoo Soomin, người đã giành giải Best Picture Award trong Mise-en-scène Short Film Festival (미쟝센 단편 영화제).  Trước khi công chiếu, 3 tập đầu tiên đã được trình chiếu tại Liên hoan phim Quốc tế Busan lần thứ 27 và bán hết vé trong 2 phút, dẫn đến các buổi chiếu bổ sung . Bộ phim đã trở thành hit sau 1 đêm, nằm trong top tìm kiếm của Instiz Chart. Sau 1 tuần ra mắt, phim đứng đầu các bảng xếp hạng khác nhau (nền tảng Wavve, OTT, Douban), được chấm điểm cao trên nhiều nền tảng như Kocowa, iQIYI, Viki, MyDramaList, IMDb. Week Hero nằm trong top 4 bảng xếp hạng GoodData và hashtag về phim đạt hơn 400 triệu lượt xem trên Tiktok. Ngoài ra, bộ phim còn được nhận nhiều lời khen từ những người nổi tiếng và nhà biên kịch khác. Dàn cast phim cũng đã có 1 chuyến du lịch cùng nhau tại Việt Nam vào tháng 12. Sau thành công của bộ phim, Jihoon đã trở thành một trong 20 diễn viên có doanh thu phòng vé cao nhất. Phim cũng đứng đầu trong danh sách có người đăng kí trả phí cao nhất của năm 2022 trong vòng 2 tháng kể từ khi phát hành. Phim đạt được mức độ phổ biến bùng nổi, bao gồm cả việc liên tục đứng đầu trong top 20 hiện nay cũng như đứng đầu bảng xếp hạng OTT. Week Hero Class 1 thắng giải Best OTT Original Awards tại 2023 Asia Content Awards & Global OTT Awards.  Ngoài ra, Week Hero cũng xác nhận đang chuẩn bị cho phần 2.
Weak Hero Class 2 sẽ được phát sóng trên Netflix. Trước đó, truyền thông Hàn Quốc đưa tin Wavve không thể gồng gánh chi phí sản xuất vì sự thua lỗ dù đầu tư rất nhiều cho content gốc nên phải từ bỏ đứa con cưng "Weak Hero Class 1" của mình và Netflix ngỏ ý xem xét dự án. Sau đó, Netflix đã tự mình xác nhận là nhà đầu tư và  dàn cast chính mùa 2 bao gồm Park Jihoon (vai Yeon Sieun), Ryeo Un (vai Park Humin), Choi Minyoung (vai Seo Juntae), Yoo Subin (vai Choi Hyoman), Bae Nara (vai Na Baekjin) , Lee Minjae (vai Go Hyuntak) và Lee Junyoung (vai Geum Seongje),..Phần 2 là câu chuyện về Yeon Sieun cùng với nỗi đau khi không thể bảo vệ người bạn của mình - Ahn Suho. Sau khi chuyển tới trường Eunjang, tại đây Sieun tiếp tục đấu tranh chống lại bạo lực học đường để bảo vệ những người bạn ở nơi này.
Jihoon sẽ tham gia vào bộ phim ngắn Audrey dự kiến phát sóng vào năm 2024, đây là thể loại phim tình cảm gia đình. Park Ji-hoon đóng vai Kang Ki-hoon, một cậu con trai có tình yêu sâu sắc với mẹ mình, và Kim Jeong-nan đóng vai Oh Mi-yeon - người mẹ là 'điều đẹp nhất trên thế giới' đối với con trai cô Ki- hoon. 'Audrey', bộ phim sẽ mang đến sự ấm áp cho mọi người sống trong một thế giới khắc nghiệt vào năm 2024, khắc họa niềm hy vọng nở rộ như những cánh hoa giữa những thử thách mà hai mẹ con phải đối mặt, những người tưởng chừng như bình thường nhưng lại rất đặc biệt với nhau.
Ngày 12 tháng 4 năm 2023, Jihoon comeback với 7th mini album Blank or Black với bài hát chủ đề Blank Effect  . Sau ngày đầu mở bán, Blank or Black ghi nhận doanh số bán ra là 21,602 bản và 42,435 bản trong tuần đầu tiên trên Hanteo
Ngày 21, 22 tháng 10 năm 2023, WoW K-Music Festival được tổ chức tại Vạn Phúc City, TP.Hồ Chí Minh. Jihoon nằm trong line up đầu tiên được diễn ra ngày 21 tháng 10 cùng với Super Junior - L.S.S (Leeteuk, Shindong, Siwon), EXO - Chanyeol, CIX, ..... V-MAY đã thực hiện nhiều dự án để chào đón Jihoon  quay trở lại sau 6 năm.
Bộ phim 'Fantasy Sonata' xác nhận sẽ lên sóng vào tháng 1 năm 2024. Bộ phim thuộc quyền sản xuất của KBS, được chuyển thể dựa trên webtoon cùng tên do Park Jihoon và Hong Yeji đóng chính. Jihoon sẽ vào 2 vai là vua Hyeon và Akhee, Hong Yeji sẽ vào vai nữ chính Yeonwol. Tựa đề tiếng anh chính thức của bộ phim sẽ là <Love Song For Illusion>. 
Ngày 5 tháng 8 năm 2024, Jihoon đã ký hợp đồng độc quyền với YY Entertainment cho các hoạt động trong tương lai của mình 

## Danh sách đĩa nhạc

### Sáng tác
| Năm  | Album   | Bài hát                     | Phần     | Phần           |
| Năm  | Album   | Bài hát                     | Viết lời | Cùng với       |
| 2019 | O'CLOCK | Young 20 (PROD. Lee Daehwi) | Yes      | Daehwi (AB6IX) |

### Mini-album
| Tên                                                                                       | Chi tiết | Danh sách bài hát | Thứ hạng cao nhất | Doanh số       |
| Tên                                                                                       | Chi tiết | Danh sách bài hát | KOR               | Doanh số       |
| O'CLOCK                                                                                   | - Phát hành: Ngày 26 tháng 3 năm 2019 - Hãng đĩa: Maroo Entertainment, NHN Bugs - Định dạng: CD, Tải nhạc số  | Danh sách 1. The beginning of... 2. US 3. L.O.V.E 4. Would you...(Music & Lyrics by LOVEE) 5. 새벽달 6. Young 20 (PROD. by Lee Daehwi) | 2                 | - KOR: 109.428 |
| 360                                                                                       | - Phát hành: Ngày 4 tháng 12 năm 2019 - Hãng đĩa: Maroo Entertainment, NHN Bugs - Định dạng: CD, Tải nhạc số  | Danh sách 1. I AM 2. 360 3. Whistle 4. Hurricane 5. 닻별(Casiopea) 6. Still Love U 7. 이상해 (Strange) (compose by Kim Jae-hwan)       | 2                 | - KOR: 103.392 |
| The W                                                                                     | - Phát hành: Ngày 26 tháng 5 năm 2020 - Hãng đĩa: Maroo Entertainment, NHN Bugs - Định dạng: CD, Tải nhạc số  | Danh sách 1. On The Rise 2. Wing 3. 주파수 (Frequency) 4. Driving 5. Paradise 6. Let’s Love                                            | 5                 | - KOR: 84,769  |
| My Collection                                                                             | - Phát hành: Ngày 12 tháng 8 năm 2021 - Hãng đĩa: Maroo Entertainment, NHN Bugs - Định dạng: CD, Tải nhạc số  | Danh sách 1. Present on the stage 2. Gallery 3. LOST (feat. LILBOI) 4. Strawberry 5. I Wonder 6. 파도에게                              | 4                 | - KOR: 55,707  |
| Hot & Cold                                                                                | - Phát hành: Ngày 28 tháng 10 năm 2021 - Hãng đĩa: Maroo Entertainment, NHN Bugs - Định dạng: CD, Tải nhạc số | Danh sách 1. Escalator 2. Serious 3. Want! 4. Cheese 5. Love Glass 6. All yours                                                        | 8                 | - KOR: 42,713  |
| The Answer                                                                                | - Phát hành: Ngày 12 tháng 10 năm 2022 - Hãng đĩa: Maroo Entertainment, NHN Bugs - Định dạng: CD, Tải nhạc số | Danh sách 1. Silence 2. NITRO 3. Moon&Back 4. Frame 5. Don't Tell Anyone 6. Midnight                                                   | 17                | - KOR: 50,090  |
| Blank or Black                                                                            | - Phát hành: Ngày 12 tháng 4 năm 2023 - Hãng đĩa: Maroo Entertainment, NHN Bugs - Định dạng: CD, Tải nhạc số  | Danh sách 1. Gemini 2. Blank Effect 3. Black Hour 4. MATADOR 5. Gambit (Feat.방용국) 6. Crashing For                                   | 7                 | - KOR: 47,165  |
| "—" cho biết album không lọt vào bảng xếp hạng hoặc không được phát hành tại khu vực này. | | |                   |                |

### Full album
| Tên                                                                                       | Chi tiết | Danh sách bài hát | Thứ hạng cao nhất | Thứ hạng cao nhất | Doanh số                   |
| Tên                                                                                       | Chi tiết | Danh sách bài hát | KOR               | JPN               | Doanh số                   |
| MESSAGE                                                                                   | - Phát hành: Ngày 4 tháng 11 năm 2020 - Hãng đĩa: Maroo Entertainment, NHN Bugs - Định dạng: CD, Tải nhạc số | Danh sách 1. Waterfalls 2. Gotcha 3. Hit it Off (Prod & Feat Penomeco) 4. Rolling 5. 50-50 (Feat EB) 6. Dress code (Feat Punchnello) 7. 귓속말 (Whisper) 8. Tomorrow 9. 시나리오 (Scenario) (Feat Sweden Laundry) 10. MayDay | 9                 | 41                | - KOR: 79,067 - JPN: 2,361 |
| "—" cho biết album không lọt vào bảng xếp hạng hoặc không được phát hành tại khu vực này. | | |                   |                   |                            |

### Đĩa đơn (Singles)
| Năm                                                                                         | Tên                                            | Thứ hạng cao nhất KOR | Album                                     |
| Hát chính                                                                                   |                                                |                       |                                           |
| 2019                                                                                        | L.O.V.E                                        | 59                    | O'CLOCK                                   |
| 2019                                                                                        | 360                                            | 138                   | 360                                       |
| 2020                                                                                        | Wing                                           | 109                   | The W                                     |
| 2020                                                                                        | GOTCHA                                         | 102                   | MESSAGE                                   |
| 2021                                                                                        | Gallery                                        | 128                   | My Collection                             |
| 2021                                                                                        | Serious                                        | 121                   | Hot & Cold                                |
| 2022                                                                                        | Moon&Back                                      | _                     | The Answer                                |
| 2022                                                                                        | NITRO                                          | _                     | The Answer                                |
| 2023                                                                                        | Blank Effect                                   | _                     | Blank or Black                            |
| Hợp tác                                                                                     |                                                |                       |                                           |
| 2019                                                                                        | "Don't Forget" (Ha Sung-woon ft. Park Ji-hoon) | 34                    | MY MOMENT                                 |
| 2021                                                                                        | Call U Up (Feat. LeeHi)                        | _                     | Non album                                 |
| Nhạc phim                                                                                   |                                                |                       |                                           |
| 2020                                                                                        | Midnight                                       | —                     | Love Revolution OST Part 2                |
| 2021                                                                                        | Talk to me                                     | __                    | At A Distance, Spring Is Green OST Part 2 |
| "—" cho biết đĩa đơn không lọt vào bảng xếp hạng hoặc không được phát hành tại khu vực này. |                                                |                       |                                           |

### Video âm nhạc
| Năm                      | Tên video âm nhạc                | Ngày phát hành | Album                       |
| Thành viên của Wanna One |                                  |                |                             |
| 2017                     | Energetic                        | 7 tháng 8      | 1X1=1 (To Be One)           |
| 2017                     | Burn It Up(Extended Ver.)        | 10 tháng 8     | 1X1=1 (To Be One)           |
| 2017                     | Beautiful (Movie ver.)           | 13 tháng 11    | 1-1=0 (Nothing Without You) |
| 2017                     | Beautiful (Performance ver.)     | 20 tháng 11    | 1-1=0 (Nothing Without You) |
| 2018                     | I.P.U (Special Theme Track)      | 5 tháng 3      | 0+1=1 (I Promise You)       |
| 2018                     | Boomerang                        | 19 tháng 3     | 0+1=1 (I Promise You)       |
| 2018                     | Light                            | 4 tháng 6      | 1÷x=1 (Undivided)           |
| 2018                     | Spring Breeze                    | 19 tháng 11    | 1¹¹=1 (Power of Destiny)    |
| Nghệ sĩ solo             |                                  |                |                             |
| 2019                     | L.O.V.E                          | 26 tháng 3     | O'CLOCK                     |
| 2019                     | 360                              | 4 tháng 12     | 360                         |
| 2020                     | Wing                             | 26 tháng 5     | The W                       |
| 2020                     | Hit it off (Special Track Video) | 29 tháng 10    | MESSAGE                     |
| 2020                     | Gotcha                           | 4 tháng 11     | MESSAGE                     |
| 2021                     | Gallery                          | 12 tháng 8     | My Collection               |
| 2021                     | Serious                          | 28 tháng 10    | Hot & Cold                  |
| 2021                     | Call U Up (Feat. LeeHi)          | 5 tháng 12     | Digital Single              |
| 2022                     | Moon&Back                        | 30 tháng 9     | The Answer                  |
| 2022                     | NITRO                            | 12 tháng 10    | The Answer                  |
| 2023                     | Blank Effect                     | 12 tháng 4     | Blank or Black              |

## Phim ảnh

### Phim truyền hình
| Năm              | Kênh | Tên phim                                        | Vai diễn                  | Ghi chú   | Ngày phát sóng          | Số tập |
| Trước khi ra mắt |      |                                                 |                           |           |                         |        |
| 2006             | MBC  | Truyền thuyết Ju-mông                           | Con trai của tướng Sogeum |           |                         |        |
| 2007             | MBC  | Hãy cười lên nào                                | Đứa trẻ                   | Sitcom    |                         |        |
| 2007             | SBS  | Đức vua và tôi                                  | Hoạn quan                 |           | Tập 2                   |        |
| 2008             | SBS  | Huyền thoại Iljimae                             | Con trai của dân làng     |           |                         |        |
| Nghệ sĩ solo     |      |                                                 |                           |           |                         |        |
| 2019             | JTBC | Biệt đội hoa hòe: Trung tâm mai mối thời Joseon | Go Youngsoo               | Vai phụ   | 16 tháng 9 - 5 tháng 11 | 16     |
| 2021             | KBS2 | Chờ mùa xuân xanh                               | Yeojun                    | Vai chính | 14 tháng 6 - 20 tháng 7 | 12     |
| 2024             | KBS2 | Tình ca ảo mộng                                 | Sajo Hyeon / Akhee        | Vai chính | 2 tháng 1 -             | 16     |

### Phim chiếu mạng
| Năm  | Nền tảng | Tên phim                   | Vai diễn                     | Ghi chú   | Ngày phát sóng          | Số tập |
| 2020 | Kakao TV | Cách mạng tình yêu         | Gong Juyeong                 | Vai chính | 1 tháng 9 - 31 tháng 12 | 30     |
| 2022 | Netflix  | Remarriage & Desires       | Khách hàng của Choi Yoo-Seon | Cameo     | 15 tháng 7              | Tập 8  |
| 2022 | Wavve    | Người hùng yếu đuối phần 1 | Yeon Sieun                   | Vai chính | 18 tháng 11             | 8      |
| 2025 | Netflix  | Người hùng yếu đuối phần 1 | Yeon Sieun                   | Vai chính | 25 tháng 3              | 8      |
| 2025 | Netflix  | Người hùng yếu đuối 2      | Yeon Sieun                   | Vai chính | 25 tháng 4              | 8      |

### Phim điện ảnh
| Năm  | Tên phim | Vai diễn     | Ghi chú   | Ngày phát sóng |
| 2024 | Audrey   | Kang Ki Hoon | Vai chính | Tháng 10       |

## Các hoạt động khác

### Chương trình truyền hình
| Năm                      | Tên                                               | Tập              | Kênh      | Ghi chú                                                                                            |
| 2007                     | KM Idol War                                       | __               | Mnet      | Khách mời với BIG BANG                                                                             |
| Thành viên của WANNA ONE |                                                   |                  |           | |
| 2017                     | Oppa Thinking                                     | 16               | KBS       | Khách mời với Daniel, Daehwi, Jaehwan và Minhyun                                                   |
| 2017                     | K-RUSH                                            |                  | KBS World | Khách mời cùng với Jisung, Sungwoon, Seongwu, Woojin, Daehwi, Kuanlin                              |
| 2017                     | Let's Eat Dinner Together                         | 44               | JTBC      | Khách mời với Daniel                                                                               |
| 2017                     | Happy Together 3                                  | 510 - 511 - 512  | KBS2      | Khách mời với Daniel,, Jisung, Minhyun và SeongWu                                                  |
| 2017                     | The Return of Superman                            | 194,195          | KBS2      | Khách mời với Jisung, SeongWu, Daniel                                                              |
| 2017                     | Hello Counselor                                   | 341              | KBS2      | Khách mời với Minhyun, Daniel                                                                      |
| 2017                     | One Night of TV Entertainment                     | __               | SBS       | Khách mời với Minhyun, Daniel                                                                      |
| 2017                     | Idol Men                                          | 20               | tvN       | Cả nhóm                                                                                            |
| 2017                     | SNL Korea 9                                       | Tập 194, 195     | tvN       | Cả nhóm                                                                                            |
| 2017                     | Immortal Songs: Singing the Legend - Summer Story | 318              | KBS2      | Cả nhóm                                                                                            |
| 2017                     | One Night of TV Entertainment                     | __               | SBS       | Cả nhóm                                                                                            |
| 2017                     | A Man Who Feeds the Dog                           | __               | Channel A | Cả nhóm                                                                                            |
| 2017                     | Weekly Idol                                       | 315-316          | MBC       | Cả nhóm                                                                                            |
| 2017                     | Infinite Challenge                                | 544              | MBC       | Cả nhóm                                                                                            |
| 2017                     | Section TV Entertainment Communication            | __               | MBC       | Cả nhóm                                                                                            |
| 2017                     | MEET&GREET                                        | __               |           | |
| 2018                     | Amigo TV Season 2                                 | __               | Olleh TV  | Tham gia cùng Jisung, Sungwoon, Minhyun, Seongwoo, Jaehwan, Woojin, Jinyoung, Daehwi,Kuanlin       |
| 2018                     | I Can See Your Voice 5                            | 3                | Mnet      | Cả nhóm                                                                                            |
| 2018                     | Knowing Brothers                                  | 122,156          | JTBC      | Cả nhóm                                                                                            |
| 2018                     | Idol Room                                         | 1,33             | JTBC      | Cả nhóm                                                                                            |
| 2018                     | Happy Together 4                                  | 6                | KBS2      | Cả nhóm                                                                                            |
| 2018                     | School Attack                                     | __               | KBS2      | Cả nhóm                                                                                            |
| 2018                     | Documentary Three Days                            | __               | KBS2      | Cả nhóm                                                                                            |
| 2018                     | Amigo TV Season 4                                 | __               | Olleh TV  | Cả nhóm                                                                                            |
| 2018                     | New Life For Children Radio                       | __               | MBC       | Cả nhóm, Jihoon là người dẫn truyện                                                                |
| 2018                     | Battle Trip                                       | 90               | KBS2      | Khách mời cùng WooJin                                                                              |
| Nghệ sĩ solo             |                                                   |                  |           | |
| 2019                     | Section TV                                        | __               | MBC       | |
| 2019                     | Knowing Brothers                                  | 195              | JTBC      | Khách mời cùng với Park Ho San, Kim Min Jae, Gong Seung Yeon                                       |
| 2019                     | Idol Room                                         | 79               | JTBC      | Khách mời cùng với Sejeong (Gugudan), Kim Youngchul                                                |
| 2019                     | Show! Music Core                                  | 659              | MBC       | MC đặc biệt                                                                                        |
| 2020                     | ISAC- Idol Star Athletics Championships           | New Year Special | MBC       | Tham gia E-Sports (phần thi PUBG trên PC) cùng "Liên Minh" team: Ha Sungwoon, Kim JaeHwan, Daehwi. |
| 2020                     | ISAC- Idol Star Athletics Championships           | Chuseok          | MBC       | Tham gia E-Sports (phần thi PUBG Mobile) cùng "Liên Minh: team: Ha Sungwoon, Kim JaeHwan           |
| 2020                     | Radio Start                                       | _                | MBC       | MC đặc biệt                                                                                        |
| 2020                     | Next Hero                                         | 7 - 10           | EBS 1TV   | Dẫn chuyện                                                                                         |
| 2021                     | Show! Music Core                                  |                  | MBC       | MC đặc biệt                                                                                        |
| 2021                     | TMI News                                          |                  | Mnet      | Khách mời cùng CIX Seunghoon, Jin-young                                                            |
| 2022                     | TMI Show                                          |                  |           | Khách mời cùng Monsta X Jooheon                                                                    |
| 2022                     | Seven Start                                       | __               |           | Mentor                                                                                             |
| 2022                     | King Of Masked Singer                             |                  | MBC       | Khách mời ban bình luận                                                                            |
| 2023                     | The Return of Superman: Baby Cloud                | 6                |           | Khách mời                                                                                          |

### Chương trình thực tế
| Năm                      | Kênh        | Tên chương trình                         | Tên chương trình                      | Số tập |
| Trước khi ra mắt         |             |                                          |                                       |        |
| 2017                     | Mnet        | Produce 101 Mùa 2                        | Produce 101 Mùa 2                     | 11     |
| Thành viên của Wanna One |             |                                          |                                       |        |
| 2017                     | Mnet        | Wanna One GO                             | Wanna One GO                          | 2      |
| 2017                     | SBS Mobidic | Wanna City                               | Wanna City                            | 4      |
| 2017                     | Mnet        | Wanna One GO: ZERO BASE                  | Wanna One GO: ZERO BASE               | 8      |
| 2017                     | Mnet        | WANNA ONE COMEBACK (Nothing Without You) | 1                                     | 1      |
| 2018                     | Mnet        | WANNA ONE COMEBACK (I Promise You)       | 1                                     | 1      |
| 2018                     | Mnet        | Wanna One GO In Jeju                     | Wanna One GO In Jeju                  | 3      |
| 2018                     | Mnet        | Wanna One GO: X-CON                      | Wanna One GO: X-CON                   | 5      |
| 2018                     | Olleh TV    | Wanna Travel                             | Wanna Travel                          | 12     |
| 2018                     | V Live      | LieV                                     | LieV                                  | 1      |
| 2018                     | V Live      | Star Road                                | Star Road                             | 24     |
| 2018                     | Mnet        | WANNA ONE COMEBACK (Power Of Destiny)    | WANNA ONE COMEBACK (Power Of Destiny) | 1      |
| 2018                     | Olleh TV    | Wanna Travel Season 2                    | Wanna Travel Season 2                 | 9      |
| Nghệ sĩ solo             |             |                                          |                                       |        |

### Quảng cáo (CF)
| Năm                      | Sản phẩm                           | Công ty                  | Nhãn hiệu                     | Chú thích |
| Thành viên của Wanna One |                                    |                          |                               | |
| 2017                     | Quần áo (thể thao)                 | E-Land Group             | K-Swiss                       | Cả nhóm. Hợp tác cùng Park Bogum                                                                                 |
| 2017                     | Ứng dụng điện thoại                | Naver                    | Snow                          | Cả nhóm |
| 2017                     | Dịch vụ thanh toán                 | Samsung                  | Samsung Pay                   | Cả nhóm |
| 2017                     | Nước giải khát (cà phê)            | KOREA YAKULT             | Cold Brew Coffee              | Cả nhóm |
| 2017                     | Quần áo                            | K2 Korea                 | Eider                         | Cả nhóm |
| 2017                     | Máy sưởi ấm tay                    | Wov Korea                | Wov Korea                     | Cả nhóm |
| 2017-2018                | Trò chơi trên điện thoại           | SmileGate                | The Musician                  | Cả nhóm |
| 2017-2018                | Mỹ phẩm                            | AmorePacific             | Innisfree                     | Cả nhóm. Người mẫu online                                                                                        |
| 2017-2018                | Quần áo (đồng phục)                | IVYclub                  | IVYclub                       | Cả nhóm |
| 2017-2018                | Thức ăn (kẹo)                      | Lotte Confectionery      | Yo-Hi, Sô cô la Lactobacillus | Cả nhóm |
| 2017-2018                | Nước giải khát có gas              | Lotte Confectionery      | Millkis Yo-Hi Water           | Cả nhóm |
| 2017-2018                | Thức ăn (gà rán)                   | Mexicana                 | Mexicana Chicken              | Cả nhóm |
| 2017-2018                | Kính áp tròng                      | CLAIRE'S KOREA           | LENS NINE                     | Cả nhóm |
| 2017-2018                | Mỹ phẩm (nước hoa)                 | CEO International        | CLEAN                         | Cả nhóm |
| 2017-2018                | Chuỗi cửa hàng đồ ăn nhanh         | Lotteria                 | Lotteria                      | Cả nhóm |
| 2017-2018                | Tai nghe                           | Mobifren                 | Mobifren                      | Cả nhóm |
| 2017-2018                | Thức ăn (sô cô la)                 | Lotte Confectionery      | Ghana Airlight                | Cả nhóm |
| 2018                     | Quần áo (giày/túi)                 | K2 Korea                 | Eider                         | Cả nhóm |
| 2018                     | Nền tảng ứng dụng di động tổng hợp | Shinhan Bank Super App   | Shinhan Bank Super App        | Cả nhóm |
| 2018                     | Chăm sóc răng miệng                | AmorePacific             | Pleasia                       | Cả nhóm |
| 2018                     | Đồ uống (vitamin)                  | Kwangdong Pharmaceutical | Vita500                       | Cả nhóm |
| 2018                     | Nền tảng ứng dụng di động tổng hợp | Gmarket                  | Gmarket App                   | Cả nhóm |
| 2018                     | Phụ kiện thời trang                | NexTem                   | Clavis                        | Người mẫu độc quyền cùng Seongwoo                                                                                |
| 2018                     | Quần áo (thể thao)                 | Reebok Korea             | Reebok                        | Cả nhóm |
| 2018                     | Mỹ phẩm                            | April Skin               | April Skin                    | Người mẫu độc quyền                                                                                              |
| 2018                     | Quần áo                            | CJ O Shopping            | Ce.&                          | Tham gia cùng Jisung, Sungwoon, Minhyun, Seongwoo, Jaehwan, Woojin, Jinyoung, Daehwi, Kuanlin. Quảng cáo T-shirt |
| 2018                     | Thức ăn (kem)                      | Binggrae                 | Binggrae Supercone            | Cả nhóm |
| 2018                     | Nền tảng ứng dụng di động tổng hợp | Netmarble                | Modoo Marble                  | Cả nhóm. Quảng cáo game                                                                                          |
| Nghệ sĩ solo             |                                    |                          |                               | |
| 2019                     | Mỹ phẩm (phấn mắt)                 | Memebox                  | I'M MEME                      | Người mẫu độc quyền tại Hàn Quốc cùng Bae Jinyoung                                                               |
| 2019                     | Mỹ phẩm (phấn mắt)                 | Memebox                  | I'M MEME                      | Người mẫu độc quyền tại Đài Loan, Hồng Kông, Trung Quốc đại lục                                                  |
| 2019                     | Thức ăn (snack rong biển)          | SingHa                   | Masita                        | Người mẫu độc quyền                                                                                              |
| 2019                     | Mỹ phẩm (mặt nạ)                   | 4EVER&J LAB              | 4EVER&J LAB                   | Người mẫu độc quyền                                                                                              |
| 2019                     | Thức ăn (pizza)                    | Etang                    | Pizzaetang                    | Người mẫu độc quyền                                                                                              |
| 2019                     | Thực phẩm hỗ trợ giảm cân          | Yuyunature               | Formoline L112                | Người mẫu độc quyền                                                                                              |
| 2019                     | Thức ăn (gà rán)                   | Etang                    | Oven Baked Chicken            | Người mẫu độc quyền                                                                                              |
| 2020                     | Thời trang nam                     | MOHO                     | [LE] MOHO                     | Người mẫu độc quyền, tham gia thiết kế                                                                           |
| 2020                     | Trang sức                          | Kapsul Collective        | KAPSUL                        | Người mẫu độc quyền, tham gia thiết kế                                                                           |
| 2020                     | Nước hoa Love Me                   | TOUS                     | Fragrance Collaboration       | Người mẫu |
| 2021                     | Mỹ phẩm                            | It's SKIN                | It's SKIN                     | Người mẫu |

### Người mẫu tạp chí
| Năm                      | Tên tạp chí            | Số phát hành       | Ghi chú                                                |
| Thành viên của Wanna One |                        |                    |                                                        |
| 2017                     | 1st Look               | Tháng 7 (Vol.137)  | Cả nhóm                                                |
| 2017                     | CéCi Another Choice    | Tháng 8            | Cả nhóm                                                |
| 2017                     | Singles                | Tháng 8            | Cả nhóm                                                |
| 2017                     | Asta TV                | Tháng 8            | Cả nhóm                                                |
| 2017                     | Weekly DongA           | Tháng 9 (Vol.1104) | Xuất hiện cùng Seongwoo                                |
| 2017                     | CéCi Another Choice    | Tháng 10           | Cả nhóm                                                |
| 2017                     | Star1                  | Tháng 11 (Vol.68)  | Cả nhóm                                                |
| 2017                     | GQ Korea               | Tháng 11           | Cả nhóm                                                |
| 2018                     | 1st Look               | Tháng 1 (Vol.147)  | Xuất hiện cùng Woojin                                  |
| 2018                     | High Cut               | Tháng 2 (Vol.216)  | Cả nhóm                                                |
| 2018                     | Star1                  | Tháng 4 (Vol.73)   | Cả nhóm                                                |
| 2018                     | 1st Look               | Tháng 9 (Vol.162)  | Cả nhóm                                                |
| 2018                     | Dicon                  | Tháng 12 (Vol.4)   | Cả nhóm                                                |
| Nghệ sĩ solo             |                        |                    |                                                        |
| 2019                     | Vogue                  | Tháng 3            | Trang trong                                            |
| 2019                     | Singles                | Tháng 3            | Trang bìa cá nhân                                      |
| 2019                     | Univ20                 | Tháng 3 (Vol.879)  | Trang bìa cá nhân                                      |
| 2019                     | Singles                | Tháng 11           | 2 ver bìa cá nhân và 12 trang bên trong tạp chí        |
| 2020                     | GQ Korea               | Tháng 6            | 12 trang                                               |
| 2020                     | DAZED & CONFUSED KOREA | Tháng 9            | Bài phỏng vấn cùng dàn cast của phim "Love Revolution" |
| 2020                     | Cine21                 | Tháng 9 (Vol.1273) | Trang bìa cùng Lee Ruby, The Boyz 's Young-hoon        |
| 2020                     | Star1                  | Tháng 10 (Vol.105) | Trang bìa cá nhân kết hợp với TOUS                     |
| 2020                     | Hanryu Pia (Nhật Bản)  | Tháng 12           | Trang bìa cá nhân                                      |
| 2021                     | Junon (Nhật Bản)       | Tháng 1            | Trang trong                                            |
| 2021                     | W Korea                | Tháng 7            | __                                                     |
| 2021                     | Arena Homme            | Tháng 8            | __                                                     |
| 2021                     | Knight (Trung Quốc)    | Tháng 8            | Trang bìa                                              |
| 2021                     | Singles                | Tháng 9            |                                                        |
| 2022                     | MAPS                   | Tháng 1 (Vol. 164) | 2 ver                                                  |
| 2022                     | THE STAR               | Tháng 10           |                                                        |
| 2022                     | Cine21                 | Tháng 11           | Trang bìa cùng Choi Hyunwook, Hong Kyung               |
| 2022                     | Esquire                | Tháng 11           | _                                                      |
| 2022                     | Marie Claire           | Tháng 11           | cùng diễn viên Choi Hyunwook, Hong Kyung               |
| 2023                     | ALLURE KOREA           | Tháng 1            | __                                                     |
| 2023                     | 1st Look               | Tháng 4            | Vol 255                                                |
| 2023                     | GQ Korea               | Tháng 4            |                                                        |
| 2025                     | Cine21                 | Tháng 4            | Vol 1502                                               |

### Radio
| Năm                      | Kênh                         | Tên chương trình               | Ngày                   | Chú thích                                         |
| Thành viên của Wanna One |                              |                                |                        |                                                   |
| 2017                     | KBS Cool FM                  | Park Myung-soo's Radio Show    | 24 tháng 8             | Cả nhóm                                           |
| 2017                     | Lee Hong-ki's Kiss the Radio | 28 tháng 8                     |                        | Cả nhóm                                           |
| 2017                     | SBS Power FM                 | Choi Hwa-jung's Power Time     | 29 tháng 8             | Cả nhóm                                           |
| 2017                     | tbs FM                       | Choi Il-gu's Hurricane Radio   | 23 tháng 3             | Khách mời. Kết nối điện thoại                     |
| 2018                     | SBS Power FM                 | Choi Hwa-jung's Power Time     | 5 tháng 6              | Tham gia cùng Seongwoo, Jinyoung, Daehwi, Kuanlin |
| 2018                     | tbs FM                       | Choi Il-gu's Hurricane Radio   | 5 tháng 6              | Tham gia cùng Seongwoo, Jinyoung, Daehwi, Kuanlin |
| Nghệ sĩ solo             |                              |                                |                        |                                                   |
| 2019                     | Naver NOW                    | Midnight Idol                  | 23 tháng 9             | Khách mời - DJ Ha Sungwoon                        |
| 2019                     | MBC FM4U                     | Kim Shinyoung's Noon Song Hope | 9 tháng 12             | Khách mời                                         |
| 2019                     | MBC Standard FM              | Idol Radio                     | 10 tháng 12            | Khách mời                                         |
| 2019                     | SBS Power FM                 | Cultwo Show                    | 10 tháng 12            | Khách mời                                         |
| 2020                     | Naver NOW                    | Jay Park’s <Broken GPS>        | 21 tháng 1             | Khách mời                                         |
| 2020                     | KBS Cool FM                  | Kang Hanna's Volume Up         | 28 tháng 5             | Khách mời                                         |
| 2020                     | SBS Power FM                 | Cultwo Show                    | 29 tháng 5             | Khách mời                                         |
| 2020                     | Naver NOW                    | Midnight Idol                  | 1 tháng 6              | Khách mời - DJ Ha Sungwoon                        |
| 2020                     | Naver NOW                    | Dotty's OguOgu                 | 1 tháng 6              | Khách mời                                         |
| 2020                     | MBC FM4U                     | Kim Shinyoung's Noon Song Hope | 2 tháng 6              | Khách mời                                         |
| 2020                     | Naver NOW                    | Midnight Idol                  | 11 tháng 11            | Khách mời - DJ Ha Sungwoon                        |
| 2020                     | KBS Cool FM                  | Kang Hanna's Volume Up         | 13 tháng 11            | Khách mời                                         |
| 2020                     | KBS Cool FM                  | Kang Hanna's Volume Up         | 25 tháng 11            | Khách mời                                         |
| 2020                     | EBS FM                       | EBS Radio                      | 6 tháng 12             | DJ đặc biệt                                       |
| 2021                     | KBS Cool FM                  | Kang Hanna's Volume Up         | 13 tháng 1             | Khách mời                                         |
| 2021                     | KBS Cool FM                  | Kang Hanna's Volume Up         | 14 tháng 6             | Khách mời cùng với Kang Minah, Bae Inhyuk         |
| 2021                     | MBC FM4U                     | Kim Shinyoung's Noon Song Hope | 17 tháng 8             | Khách mời                                         |
| 2021                     | SBS Power FM                 | Park Sohyun's Love Game        | 18 tháng 8             | Khách mời                                         |
| 2021                     | KBS Cool FM                  | Station Z                      | 19 tháng 10            | DJ Ngày thứ 3 - Park Jihoon's Stay Night          |
| 2021                     | KBS Cool FM                  | Station Z                      | 26 tháng 10            | DJ Ngày thứ 3- Khách mời Bae Inhyuk               |
| 2021                     | KBS Cool FM                  | Station Z                      | 2 tháng 11             | DJ Ngày thứ 3 - Park Jihoon's Stay Night          |
| 2021                     | KBS Cool FM                  | Station Z                      | 9 tháng 11             | DJ Ngày thứ 3 - Park Jihoon's Stay Night          |
| 2022                     | KBS Cool FM                  | Station Z                      | 2 tháng 1              | DJ                                                |
| 2022                     | KBS Cool FM                  | Station Z                      | 26 tháng 9             | DJ Ngày thứ 3 - Park Jihoon's Stay Night          |
| 2022                     | KBS Cool FM                  | Station Z                      | 3 tháng 10             | DJ Ngày thứ 3 - Park Jihoon's Stay Night          |
| 2022                     | KBS Cool FM                  | Station Z                      | 10 tháng 10            | DJ Ngày thứ 3 - Park Jihoon's Stay Night          |
| 2022                     | KBS Cool FM                  | Station Z                      | 17tháng 10             | DJ Ngày thứ 3 - Park Jihoon's Stay Night          |
| 2022                     | KBS Cool FM                  | Lee Kikwang's Gayo Square      | 21 tháng 10            | Khách mời                                         |
| 2022                     | SBS Power FM                 | Park Ha-sun's Cinetown         | 16 tháng 11            | Khách mời cùng Choi Huyn-wook, Hong Kyung         |
| 2023                     | KBS Cool FM                  | Station Z                      | 4 tháng 2 - 25 tháng 2 | DJ                                                |
| 2023                     | SBS Power FM                 | Cultwo Show                    | 11 tháng 4             | Khách mời                                         |
| 2023                     | KBS Cool FM                  | Station Z                      | 21 tháng 4             | DJ                                                |
| 2023                     | KBS Cool FM                  | Station Z                      | 28 tháng 4             | DJ                                                |

### Đại sứ
| Năm  | Tên                                                                              |
| 2018 | Đại sứ quảng bá cho Đại học Chung Ang nhân kỉ niệm 100 năm ngày thành lập trường |
| 2019 | Đại sứ danh dự của Bộ Môi trường về việc ngăn chặn sự biến đổi khí hậu           |

## Concert và Tour / Fanmeeting

### Concert và Tour
| Năm                      | Tên                                            | Ngày        | Thành phố            | Quốc gia    | Địa điểm                                               |
| Thành viên của Wanna One |                                                |             |                      |             |                                                        |
| 2017                     | Wanna One Premier Show-Con Debut               | 7 tháng 8   | Seoul                | Hàn Quốc    | Gocheok Sky Dome                                       |
| 2017                     | Wanna One Premier Fan-Con                      | 15 tháng 12 | Seoul                | Hàn Quốc    | SK Olympic Handball Gymnasium                          |
| 2017                     | Wanna One Premier Fan-Con                      | 16 tháng 12 | Seoul                | Hàn Quốc    | SK Olympic Handball Gymnasium                          |
| 2017                     | Wanna One Premier Fan-Con                      | 17 tháng 12 | Seoul                | Hàn Quốc    | SK Olympic Handball Gymnasium                          |
| 2017                     | Wanna One Premier Fan-Con                      | 23 tháng 12 | Busan                | Hàn Quốc    | BEXCO                                                  |
| 2017                     | Wanna One Premier Fan-Con                      | 24 tháng 12 | Busan                | Hàn Quốc    | BEXCO                                                  |
| 2018                     | Wanna One World Tour - 'One: The World         | 1 tháng 6   | Seoul                | Hàn Quốc    | Gocheok Sky Dome                                       |
| 2018                     | Wanna One World Tour - 'One: The World         | 2 tháng 6   | Seoul                | Hàn Quốc    | Gocheok Sky Dome                                       |
| 2018                     | Wanna One World Tour - 'One: The World         | 3 tháng 6   | Seoul                | Hàn Quốc    | Gocheok Sky Dome                                       |
| 2018                     | Wanna One World Tour - 'One: The World         | 21 tháng 6  | San Jose, California | Hoa Kỳ      | Event Center Arena                                     |
| 2018                     | Wanna One World Tour - 'One: The World         | 26 tháng 6  | Dallas               | Hoa Kỳ      | Trung tâm Hội nghị Fort Worth                          |
| 2018                     | Wanna One World Tour - 'One: The World         | 29 tháng 6  | Chicago              | Hoa Kỳ      | Allstate Arena                                         |
| 2018                     | Wanna One World Tour - 'One: The World         | 2 tháng 7   | Atlanta              | Hoa Kỳ      | Infinite Energy Arena                                  |
| 2018                     | Wanna One World Tour - 'One: The World         | 10 tháng 7  | Chiba                | Nhật Bản    | Makuhari Messe                                         |
| 2018                     | Wanna One World Tour - 'One: The World         | 11 tháng 7  | Chiba                | Nhật Bản    | Makuhari Messe                                         |
| 2018                     | Wanna One World Tour - 'One: The World         | 13 tháng 7  | Singapore            | Singapore   | Sân vận động trong nhà Singapore                       |
| 2018                     | Wanna One World Tour - 'One: The World         | 15 tháng 7  | Jakarta              | Indonesia   | Triển lãm hội nghị Indonesia                           |
| 2018                     | Wanna One World Tour - 'One: The World         | 21 tháng 7  | Kuala Lumpur         | Malaysia    | Axiata Arena                                           |
| 2018                     | Wanna One World Tour - 'One: The World         | 28 tháng 7  | Hồng Kông            | Trung Quốc  | AsiaWorld–Expo                                         |
| 2018                     | Wanna One World Tour - 'One: The World         | 29 tháng 7  | Hồng Kông            | Trung Quốc  | AsiaWorld–Expo                                         |
| 2018                     | Wanna One World Tour - 'One: The World         | 4 tháng 8   | Băng Cốc             | Thái Lan    | Impact Arena                                           |
| 2018                     | Wanna One World Tour - 'One: The World         | 5 tháng 8   | Băng Cốc             | Thái Lan    | Impact Arena                                           |
| 2018                     | Wanna One World Tour - 'One: The World         | 17 tháng 8  | Melbourne            | Úc          | Hisense Arena                                          |
| 2018                     | Wanna One World Tour - 'One: The World         | 25 tháng 8  | Đào Viên             | Đài Loan    | Nhà thi đấu đa năng Đại học Thể thao Quốc gia Đài Loan |
| 2018                     | Wanna One World Tour - 'One: The World         | 26 tháng 8  | Đào Viên             | Đài Loan    | Nhà thi đấu đa năng Đại học Thể thao Quốc gia Đài Loan |
| 2018                     | Wanna One World Tour - 'One: The World         | 1 tháng 9   | Manila               | Philippines | Mall of Asia Arena                                     |
| 2019                     | Wanna One Concert - 'Therefore                 | 24 tháng 1  | Seoul                | Hàn Quốc    | Gocheok Sky Dome                                       |
| 2019                     | Wanna One Concert - 'Therefore                 | 25 tháng 1  | Seoul                | Hàn Quốc    | Gocheok Sky Dome                                       |
| 2019                     | Wanna One Concert - 'Therefore                 | 26 tháng 1  | Seoul                | Hàn Quốc    | Gocheok Sky Dome                                       |
| 2019                     | Wanna One Concert - 'Therefore                 | 27 tháng 1  | Seoul                | Hàn Quốc    | Gocheok Sky Dome                                       |
| Nghệ sĩ solo             |                                                |             |                      |             |                                                        |
| 2019                     | Park Jihoon Fancon 1st Asia Tour [360]         | 21 tháng 12 | Seoul                | Hàn Quốc    | SK Olympic Handball Gymnasium                          |
| 2019                     | Park Jihoon Fancon 1st Asia Tour [360]         | 22 tháng 12 | Seoul                | Hàn Quốc    | SK Olympic Handball Gymnasium                          |
| 2019                     | Park Jihoon Fancon 1st Asia Tour [360]         | 25 tháng 12 | Hyogo                | Nhật Bản    | Kobe International House                               |
| 2019                     | Park Jihoon Fancon 1st Asia Tour [360]         | 27 tháng 12 | Tokyo                | Nhật Bản    | Tokyo International Forum A                            |
| 2020                     | Park Jihoon Fancon 1st Asia Tour [360]         | 12 tháng 1  | Ma Cao               | Trung Quốc  | Macau Broadway Theatre                                 |
| 2020                     | Park Jihoon Fancon 1st Asia Tour [360]         | 1 tháng 2   | Băng Cốc             | Thái Lan    | Thunder Dome Muang Thong Thani                         |
| 2020                     | Park Jihoon Fancon 1st Asia Tour [360]         | 8 tháng 2   | Đài Bắc              | Đài Loan    | Taipei International Convention Center                 |
| 2020                     | Park Jihoon Fancon 1st Asia Tour [360]         | 15 tháng 2  | Jakarta              | Indonesia   | Triển lãm hội nghị Indonesia                           |
| 2020                     | Park Jihoon Online Concert [Message]           | 13 tháng 12 | __                   | Hàn Quốc    | Phát sóng trực tiếp trên Olleh TV, Seezn và KAVECON    |
| 2021                     | Park Jihoon Online Concert [Your Collection]   | 28 tháng 8  | __                   | Hàn Quốc    | Phát sóng trực tiếp                                    |
| 2021                     | Park Jihoon The Con 2021 - 'Poetic Time Of May | 14 tháng 11 | __                   | Hàn Quốc    | Phát sóng trực tiếp                                    |
| 2022                     | Park Jihoon 2022 Concert [Clue]                | 9 tháng 10  | __                   | Hàn Quốc    | Yes24 Live Hall                                        |
| 2022                     | Park Jihoon 2022 Concert [Clue]                | 10 tháng 10 | __                   | Hàn Quốc    | Yes24 Live Hall                                        |

### Các concert khác
| Năm                      | Tên                                        | Ngày        | Thành phố   | Quốc gia  | Địa điểm                                   |
| Trước khi ra mắt         |                                            |             |             |           |                                            |
| 2017                     | Produce 101 Season 2 Finale Concert        | 1 tháng 7   | Seoul       | Hàn Quốc  | Olympic Park, Olympic Hall                 |
| 2017                     | Produce 101 Season 2 Finale Concert        | 2 tháng 7   | Seoul       | Hàn Quốc  | Olympic Park, Olympic Hall                 |
| Thành viên của Wanna One |                                            |             |             |           |                                            |
| 2017                     | KCON                                       | 20 tháng 8  | Los Angeles | Hoa Kỳ    | Trung tâm Staples                          |
| 2017                     | Incheon International Airport Sky Festival | 3 tháng 9   | Incheon     | Hàn Quốc  | Quảng trường cỏ sân bay quốc tế Incheon    |
| 2017                     | Incheon K-pop Concert                      | 9 tháng 9   | Incheon     | Hàn Quốc  | Sân vận động Incheon Munhak                |
| 2017                     | KCON                                       | 23 tháng 9  | Sydney      | Úc        | Qudos Bank Arena                           |
| 2017                     | Gangnam Festival K-pop Concert             | 29 tháng 9  | Seoul       | Hàn Quốc  | COEX Yeongdongdae-ro                       |
| 2017                     | Korea Music Festival                       | 30 tháng 9  | Seoul       | Hàn Quốc  | Gocheok Sky Dome                           |
| 2017                     | Fever Festival                             | 30 tháng 9  | Seoul       | Hàn Quốc  | Seoul Plaza                                |
| 2017                     | Busan One Asia Festival                    | 22 tháng 10 | Busan       | Hàn Quốc  | Sân vận động chính Asiad Busan             |
| 2017                     | The Seoul Awards                           | 27 tháng 10 | Seoul       | Hàn Quốc  | Kyunghee University Peace Hall             |
| 2017                     | Dream Concert                              | 5 tháng 11  | Pyeongchang | Hàn Quốc  | Sân vận động Olympic Pyeongchang           |
| 2018                     | Music Bank                                 | 23 tháng 3  | Santiago    | Chile     | Movistar Arena                             |
| 2018                     | KCON                                       | 13 tháng 4  | Chiba       | Nhật Bản  | Makuhari Messe                             |
| 2018                     | Seowon Valley Green Concert                | 27 tháng 5  | Gyeonggi    | Hàn Quốc  | Seowon Valley Golf Course                  |
| 2018                     | KCON                                       | 24 tháng 6  | Newark      | Hoa Kỳ    | Trung tâm Prudential                       |
| 2018                     | M Coundown                                 | 5 tháng 7   | Đài Bắc     | Đài Loan  | Nhà thi đấu Đài Bắc                        |
| 2018                     | Ulsan Summer Festival                      | 23 tháng 7  | Ulsan       | Hàn Quốc  | Sân vận động Ulsan                         |
| 2018                     | Korea Music Festival                       | 1 tháng 8   | Seoul       | Hàn Quốc  | Gocheok Sky Dome                           |
| 2018                     | KCON                                       | 11 tháng 8  | Los Angeles | Hoa Kỳ    | Trung tâm Staples                          |
| 2018                     | DMC Festival Super Concert                 | 5 tháng 9   | Seoul       | Hàn Quốc  | Sangam Culture Square                      |
| 2018                     | Hallyu Pop Fest                            | 7 tháng 9   | Singapore   | Singapore | Sân vận động trong nhà Singapore           |
| 2018                     | Hallyu Pop Fest                            | 8 tháng 9   | Singapore   | Singapore | Sân vận động trong nhà Singapore           |
| 2018                     | Daegu Kpop Festival                        | 9 tháng 9   | Daegu       | Hàn Quốc  | Duryu Baseball Stadium                     |
| 2018                     | KCON                                       | 29 tháng 9  | Bangkok     | Thái Lan  | Impact, Muang Thong Thani                  |
| 2018                     | Asia Song Festival                         | 3 tháng 10  | Busan       | Hàn Quốc  | Sân vận động chính Asiad Busan             |
| 2018                     | Gangnam Festival                           | 6 tháng 10  | Seoul       | Hàn Quốc  | Youngdongdae Special Stage                 |
| 2018                     | BBQ Super Concert                          | 14 tháng 10 | Suwon       | Hàn Quốc  | Sân vận động World Cup Suwon               |
| 2018                     | Busan One Asia Festival                    | 20 tháng 10 | Busan       | Hàn Quốc  | Sân vận động chính Asiad Busan             |
| 2018                     | Jeju Hallyu Festival                       | 4 tháng 11  | Jeju        | Hàn Quốc  | Sân vận động World Cup Jeju                |
| Nghệ sĩ solo             |                                            |             |             |           |                                            |
| 2019                     | KCON                                       | 18 tháng 5  | Chiba       | Nhật Bản  | Makuhari Messe                             |
| 2019                     | Boryeong Mud Festival                      | 27 tháng 7  | Boryeong    | Hàn Quốc  | Daecheon Beach                             |
| 2020                     | Golden Wave Online Concert                 | 4 tháng 8   | _           | Hàn Quốc  | Phát sóng trực tiếp trên Vlive             |
| 2020                     | KCON:TACT season 2                         | 24 tháng 10 | _           | Hàn Quốc  | Phát sóng trực tiếp trên Youtube           |
| 2021                     | UNIVERSE KPOP CONCERT                      | 14 tháng 2  | _           | Hàn Quốc  | Phát sóng trực tiếp trên ứng dụng Universe |
| 2021                     | LazLive KStars Fan Meet                    | 24 tháng 4  | _           | Hàn Quốc  | Phát sóng trực tiếp trên ứng dụng Lazada   |
| 2021                     | KCON:TACT HI 5                             | 18 tháng 9  |             | Hàn Quốc  | Phát sóng trực tiếp                        |
| 2021                     | SBS Super Concert                          | 31 tháng 10 | Daegu       | Hàn Quốc  |                                            |
| 2022                     | UNI-KON                                    | 2 tháng 7   | Seoul       | Hàn Quốc  | SK Olympic Handball Gymnasium              |

### Fanmeeting
| Năm                      | Tên Fanmeeting                                      | Ngày        | Thành phố             | Quốc gia    | Địa điểm                            |
| Thành viên của Wanna One |                                                     |             |                       |             |                                     |
| 2017                     | WANNA ONE 1st Tour Fan Meeting ‘Wanna Be Loved’     | 16 tháng 9  | Băng Cốc              | Thái Lan    | Bitec Bangna, Hall 106              |
| 2017                     | WANNA ONE 1st Tour Fan Meeting ‘Wanna Be Loved’     | 22 tháng 9  | Singapore             | Singapore   | Zepp@BigBox                         |
| 2017                     | WANNA ONE 1st Tour Fan Meeting ‘Wanna Be Loved’     | 3 tháng 10  | Hồng Kông             | Trung Quốc  | AsiaWorld-Expo Hall                 |
| 2017                     | WANNA ONE 1st Tour Fan Meeting ‘Wanna Be Loved’     | 4 tháng 10  | Hồng Kông             | Trung Quốc  | AsiaWorld-Expo Hall                 |
| 2017                     | WANNA ONE 1st Tour Fan Meeting ‘Wanna Be Loved’     | 6 tháng 10  | Đài Loan              | Đài Loan    | NTU Sports Center                   |
| 2017                     | WANNA ONE 1st Tour Fan Meeting ‘Wanna Be Loved’     | 7 tháng 10  | Đài Loan              | Đài Loan    | NTU Sports Center                   |
| 2017                     | WANNA ONE 1st Tour Fan Meeting ‘Wanna Be Loved’     | 13 tháng 10 | Manila                | Philippines | Smart Araneta Coliseum              |
| 2018                     | WANNA ONE 1st Tour Fan Meeting ‘Wanna Be Loved’     | 14 tháng 1  | Ma Cao                | Trung Quốc  | Studio City Event Center            |
| 2018                     | WANNA ONE 1st Tour Fan Meeting ‘Wanna Be Loved’     | 19 tháng 1  | Kuala Lumpur          | Malaysia    | Stadium Negara                      |
| 2018                     | WANNA ONE 1st Tour Fan Meeting ‘Wanna Be Loved’     | 21 tháng 1  | Jakarta               | Indonesia   | Hall 5 - ICE, BSD City.             |
| Nghệ sĩ solo             |                                                     |             |                       |             |                                     |
| 2019                     | Park Jihoon 1st Asia Fanmeeting Tour 'First Edition | 9 tháng 2   | Seoul                 | Hàn Quốc    | Kyunghee University Peace Hall      |
| 2019                     | Park Jihoon 1st Asia Fanmeeting Tour 'First Edition | 2 tháng 3   | Đài Bắc               | Đài Loan    | NTU Sports Center                   |
| 2019                     | Park Jihoon 1st Asia Fanmeeting Tour 'First Edition | 9 tháng 3   | Băng Cốc              | Thái Lan    | Thunder Dome                        |
| 2019                     | Park Jihoon 1st Asia Fanmeeting Tour 'First Edition | 10 tháng 3  | Băng Cốc              | Thái Lan    | Thunder Dome                        |
| 2019                     | Park Jihoon 1st Asia Fanmeeting Tour 'First Edition | 15 tháng 3  | Manila                | Philippines | Smart Araneta Coliseum              |
| 2019                     | Park Jihoon 1st Asia Fanmeeting Tour 'First Edition | 23 tháng 3  | Hồng Kông             | Trung Quốc  | AsiaWorld-Expo Runway 11            |
| 2019                     | Park Jihoon 1st Asia Fanmeeting Tour 'First Edition | 30 tháng 3  | Ma Cao                | Trung Quốc  | Broadway Theatre                    |
| 2019                     | Park Jihoon 1st Asia Fanmeeting Tour 'First Edition | 7 tháng 4   | Osaka                 | Nhật Bản    | Festival Hall                       |
| 2019                     | Park Jihoon 1st Asia Fanmeeting Tour 'First Edition | 10 tháng 4  | Tokyo                 | Nhật Bản    | NHK Hall                            |
| 2019                     | I'M MEME Event Birthday Party (with Bae Jinyoung)   | 12 tháng 5  | Seoul                 | Hàn Quốc    | _                                   |
| 2019                     | Park Jihoon Birthday Party [May I Love You?]        | 26 tháng 5  | Seoul                 | Hàn Quốc    | Korea University Hwajeong Gymnasium |
| 2019                     | Masita x Park Jihoon Fanmeeting [Close to you]      | 23 tháng 11 | Băng Cốc              | Thái Lan    | Union Mall                          |
| 2022                     | Park Jihoon Birthday Party [May I Meet You?]        | 29 tháng 5  | Seoul                 | Hàn Quốc    | Kwangwoon University                |
| 2022                     | Park Jihoon Special Fanmeeting                      | 26 tháng 6  | Băng Cốc              | Thái Lan    | Thunder Dome                        |
| 2022                     | Park Jihoon Special Fanmeeting                      | 25 tháng 11 | Tokyo                 | Nhật Bản    | Tachikawa Stage Garden              |
| 2022                     | Park Jihoon Special Fanmeeting                      | 27 tháng 11 | Osaka                 | Nhật Bản    | Kobe Internaltional Hall            |
| 2024                     | Park Jihoon Asia Fanmeeting Tour [OPENING]          | 8 tháng 12  | Đài Bắc               | Đài Loan    |                                     |
| 2024                     | Park Jihoon Asia Fanmeeting Tour [OPENING]          | 20 tháng 12 | Thành phố Hồ Chí Minh | Việt Nam    |                                     |
| 2024                     | Park Jihoon Asia Fanmeeting Tour [OPENING]          | 29 tháng 12 | Băng Cốc              | Thái Lan    |                                     |
| 2025                     | Park Jihoon Asia Fanmeeting Tour [OPENING]          | 19 tháng 1  | Tokyo                 | Nhật Bản    |                                     |
|                          | Park Jihoon Asia Fanmeeting Tour [OPENING]          | 20 tháng 2  | Ma Cao                | Trung Quốc  |                                     |

## Giải thưởng và đề cử
| Năm  | Giải thưởng                              | Hạng mục             | Đề cử             | Kết quả   | Chú thích |
| 2019 | Asia Model Festival                      | Asia Model Awards    | Park Jihoon       | Đoạt giải | [ 100 ]   |
| 2019 | Soribada Best K-Music Awards             | Bonsang Awards       | Park Jihoon       | Đoạt giải | [ 101 ]   |
| 2019 | Soribada Best K-Music Awards             | The New K-con Wave   | Park Jihoon       | Đoạt giải | [ 101 ]   |
| 2020 | APAN Music Awards                        | Best Entertainer Man | Park Jihoon       | Đoạt giải | [ 102 ]   |
| 2021 | First Brand Award                        | Best Actor-Idol      | Park Jihoon       | Đoạt giải | [ 103 ]   |
| 2022 | First Brand Award                        | Best Actor-Idol      | Park Jihoon       | Đoạt giải | [ 104 ]   |
| 2023 | The 2nd Blue Dragon Series Awards        | Best New Actor       | Park Jihoon       | Đoạt giải | [ 105 ]   |
| 2023 | Asia Contents Awards & Global OTT Awards | Best OTT Origina     | Weak Hero Class 1 | Đoạt giải | [ 106 ]   |
| 2023 | Korea Drama Festival                     | Best New Actor       | Park Jihoon       | Đoạt giải |           |
| 2025 |                                          |                      |                   |           |           |

### Chương trình âm nhạc

#### Music Bank
| Năm  | Ngày      | Bài hát   | Điểm số | Ghi chú |
| 2019 | 5 tháng 4 | "L.O.V.E" | 6030    | [ 107 ] |

#### The Show
| Năm  | Ngày       | Bài hát | Điểm số | Ghi chú |
| 2021 | 2 tháng 11 | Serious | 6170    | [ 108 ] |